# 弗里蒙特縣 (愛阿華州)
弗里蒙特县（英語：Fremont County）是美國愛荷華州西南角的一個縣，南鄰密蘇里州，西鄰內布拉斯加州。面積1,338平方公里。根據美國2000年人口普查，共有人口8,010人。縣治悉尼。
成立於1847年。縣名紀念代表加里福尼亞州參議員、共和黨第一位總統候選人約翰·弗里蒙特。